# AKM Toula
L'AKM Toula est un club de hockey sur glace de Toula en Russie. Il évolue dans la VHL.

## Historique
Le club est créé en 2021 sous le nom d'AKM, qui est l'abréviation d'Akademia Mikhaïlova. Le premier entraîneur de l'équipe est Alekseï Jdakine.

## Palmarès
Aucun titre.